# Planet Funk
Planet Funk — італійська електронно-танцювальна музична група.
Весь вокал у піснях належить запрошеним вокалістам. З групою співпрацюють такі виконавці як Ден Блек, Саллі Доерті, Рейз і Джон Грехем.
Їх перший сингл, «Chase the Sun», досягнув п'ятого місця в UK Singles Chart в 2001. Пісня отримала широку популярність з тих пір, як Sky Sports почали використовувати її на головних турнірах Professional Darts Corporation.
Наступний сингл, «Inside All the People», досяг дев'ятої позиції в італійських чартах синглів, та добився ще більшого успіху в європейських танцювальних чартах.
Третій сингл «Who Said (Stuck In The UK)» також мав суттєвий комерційний успіх.
Planet Funk також створюють ремікси.
У травні 2006 вони стали першою музичною групою, яка випустила сингл для завантаження на мобільні телефони, з релізом «Stop Me» в мобільній мережі 3G.
Сингл «Static»презентовано в комп'ютерній грі FIFA 08.

## Впливи
На групу вплинули Depeche Mode, Pink Floyd, King Crimson, The Police, такі альбоми як London Calling B Combat Rock групи Clash, Stevie Wonder, Brian Eno, Underworld, Leftfield, Cocteau Twins і New Order.

## Історія
Група бере свій початок від об'єднання в 1999 трьох продюсерів, відомих як група «Souled Out!» (Алессандро Соммелла, Доменіко Джі-Джі Кану і Серджіо Делла Моніка), що існувала в 80-х і мала міжнародний успіх з однойменним альбомом.
У 2004 році Planet Funk давали концерт на Майдані Незалежності в Києві.
У 2009 році Planet Funk випустили сингл, «Lemonade», яка ввійшла в їх альбом.
Восени 2010 року вийшов сингл «Weightless» в Європі і США. Пісня є результатом співпраці між Planet Funk і шведської співачки Емілії де Порі.

## Склад
- Серджіо Делла Моніка
- Алекс Нері
- Доменіко Джі-Джі Кану
- Марко Бароні (музикант)
- Алессандро Соммелла

## Гості
- Ден Блек, Олі Кокко, Саллі Доерті, Рейз — вокал у альбомі «Non Zero Sumness»
- Джон Грехем, Саллі Доерті, Ден Блек — вокал і Сесілія Чейллі — електрична арфа в альбомі «The Illogical Consequence»
- Люк Аллен — вокал у альбомі «Static»

## Дискографія
| Рік  | Назва                     | Примітка         |
| ---- | ------------------------- | ---------------- |
| 2002 | Non Zero Sumness          | Студійний альбом |
| 2005 | The Illogical Consequence | Студійний альбом |
| 2006 | Static                    | Студійний альбом |
| 2009 | Best Of                   | Студійний альбом |
| 2011 | The Great Shake           | Студійний альбом |
| 2020 | 20:20                     | Студійний альбом |